# Pogrom von Istanbul

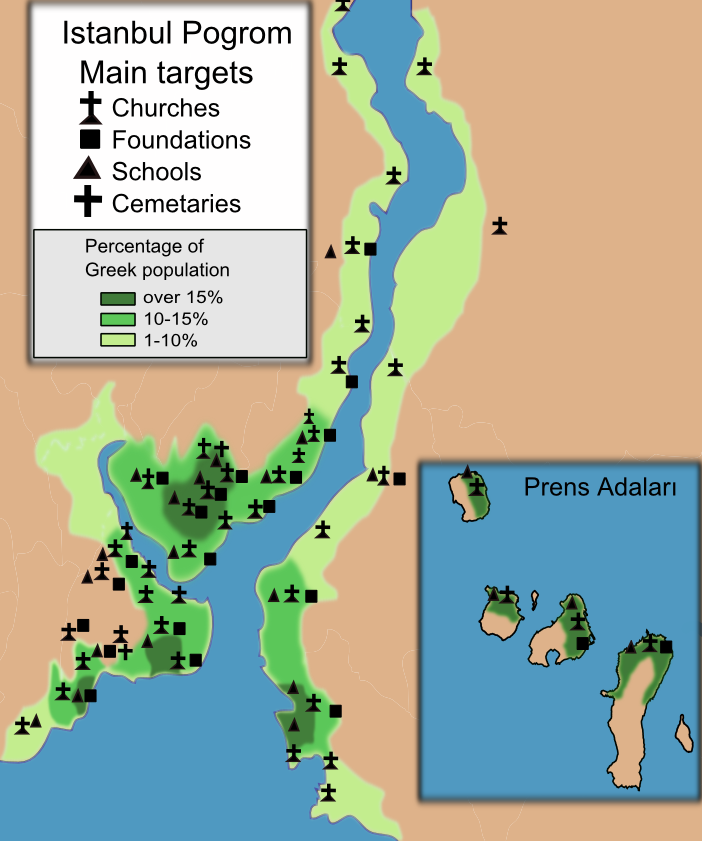
Karte des Pogroms in Istanbul

Der Pogrom von Istanbul (griechisch Σεπτεμβριανά, „Septemberereignisse“; türkisch 6–7 Eylül Olayları, „Ereignisse vom 6. zum 7. September“) bezeichnet gewalttätige Ausschreitungen gegen die christliche, vor allem griechische Minderheit in Istanbul, Izmir und in der türkischen Hauptstadt Ankara in der Nacht vom 6. auf den 7. September 1955. Den Verbrechen fielen auch türkische Juden und Armenier zum Opfer.
Dabei vermutet Human Rights Watch eine staatliche Organisation hinter den Massenausschreitungen, andere setzen dies als gesichert voraus.
Während türkische Zeitungen damals von 11 Toten sprachen, gehen neuere Untersuchungen von 15 Toten aus (einschließlich zweier orthodoxer Priester und eines Armeniers).

## Hintergrund
Nach der Eroberung von Konstantinopel 1453 durch die Osmanen hatte die griechische Bevölkerung der Stadt weiter zugenommen. Sie bekleideten unter der Herrschaft der Sultane bedeutende Rollen im Sozial- und Wirtschaftsleben sowie in der Politik und Diplomatie. Auch nach der Unabhängigkeit Griechenlands 1829 änderte sich nichts daran. Allerdings kam es im Zuge der Unabhängigkeitsbewegung der im Osmanischen Reich verbliebenen Griechen, etwa auf Kreta, regelmäßig zu Auseinandersetzungen und Pogromen an der griechischen Bevölkerung. 
Ermutigt durch die Niederlage des Osmanischen Reiches im Ersten Weltkrieg versuchte das Königreich Griechenland die Umsetzung der „Megali Idea“ (Großen Idee), indem es das Osmanische Reich angriff und den Griechisch-Türkischen Krieg begann mit dem Ziel, von Griechen bewohnte Territorien in Kleinasien und Ostthrakien einzuverleiben. Nach der Niederlage Griechenlands wurde im Vertrag von Lausanne 1923 ein radikaler Bevölkerungsaustausch vereinbart: Beinahe alle in der Türkei lebenden Christen (Griechen), etwa 1,5 Millionen Menschen, wurden nach Griechenland verschoben, und rund 500.000 Muslime (Türken) mussten Griechenland verlassen. Ausgenommen waren einerseits die Istanbuler Christen (Phanarioten) und Inselgriechen, andererseits die Muslime (u. a. Pomaken, d. h. bulgarische Muslime) in Westthrakien.
Nach dem Griechisch-Türkischen Krieg misstrauten sich beide Seiten. Die Istanbuler Griechen, die vom Bevölkerungsaustausch ausgenommen waren, begannen, Istanbul zu verlassen.

## Ursachen
Die Ursachen liegen teils im türkischen Nationalismus, der nach dem Untergang des Osmanischen Reiches aufkeimte, sowie im eskalierenden Zypernkonflikt. Auch erlebte die Bevölkerung einen sinkenden Lebensstandard durch einen Preisverfall für landwirtschaftliche Erzeugnisse auf dem Weltmarkt, Misswirtschaft und Korruption. Die Popularität der Regierung unter Ministerpräsident Adnan Menderes sank dramatisch. Eine Eskalation zwischen den Religionen wurde von der Regierung auch dadurch gefördert, dass sie sich vom Prinzip des Laizismus abwandte und einen islamischen Staat etablieren wollte. Menderes erläuterte dies folgendermaßen:

„Wir haben unsere bis jetzt unterdrückte Religion von der Unterdrückung befreit. Ohne das Geschrei der besessenen Reformisten zu beachten, haben wir den Gebetsaufruf wieder auf das Arabische umgestellt, den Religionsunterricht an den Schulen eingeführt und im Radio die Rezitation des Koran zugelassen. Der türkische Staat ist muslimisch und wird muslimisch bleiben. Alles, was der Islam fordert, wird von der Regierung eingehalten werden.“

Historiker und Politikwissenschaftler vermuten, dass der Staat bei der Planung des Pogroms mitwirkte und der Zypernkonflikt bewusst hochgespielt wurde. Demnach trafen die Ereignisse die griechische Gemeinde Istanbuls ohne eigenes Zutun. In ihr glaubte die damalige Regierung den Sündenbock für die wirtschaftlichen und politischen Missstände gefunden zu haben.
Verbindung zum Zypernkonflikt
Der Pogrom wurde durch den Zypernkonflikt intensiviert.
Die Osmanen hatten 1878 Zypern an das Vereinigte Königreich verpachten müssen (siehe auch Geschichte Zyperns unter britischer Herrschaft). 1914 wurde die Insel von britischen Truppen annektiert und 1925 zur Kronkolonie erklärt. Bereits 1878 versuchten die Zypern-Griechen unter Erzbischof Sophronios den Anschluss Zyperns an Griechenland, die sogenannte „Enosis“ (griech.: Ένωσις), durchzusetzen. In dieser Zeit gab es mehrere Revolten, die von den britischen Besatzungstruppen niedergeschlagen wurden.
Im April 1955 strengte die „Griechisch-Zypriotische nationale Organisation der zypriotischen Kämpfer“ EOKA einen bewaffneten Kampf gegen die auf Zypern stationierten Streitkräfte der britischen Kolonialmacht sowie die seit der osmanischen Eroberung dort lebende Minderheit der Zypern-Türken an. Die seit 1954 gegründeten Bewegungen „Nationale Union der Türkischen Studenten“, „Nationale Föderation der Türkischen Studenten“ und „Zypern ist Türkisch“ nutzten die Aktivitäten der EOKA in Zypern, um gegen die Mehrheit der Griechen und das Ökumenische Patriarchat von Konstantinopel zu protestieren.
Im Jahr 1955 versuchte die türkische Regierung, unterstützt von der türkischen Presse, immer wieder Türken gegen Griechen aufzuhetzen, um die Ernsthaftigkeit der türkischen Ansprüche auf Zypern zu unterstreichen. Einige Wochen vor den Ereignissen vom 6./7. September 1955 hielten einige türkische Politiker griechenfeindliche Reden. Am 28. August behauptete Menderes, die griechischen Zyprioten würden ein Massaker gegen die türkischen Zyprioten planen.

## Verlauf
Am 6. September 1955 berichtete der türkische Rundfunk, im Geburtshaus des türkischen Staatsgründers Kemal Atatürk in der nordgriechischen Stadt Thessaloníki sei eine Bombe explodiert. Sofort druckte die Tageszeitung İstanbul Ekspres eine Sonderausgabe mit dem Titel: „Das Haus unseres Vaters wurde bombardiert“. Als Schuldige machte das Blatt die Griechen aus. Atatürks Geburtshaus war schon damals ein Museum und befand sich auf dem Gelände des türkischen Konsulats. Daher hat die Forschung inzwischen auch von einem „Bombenattentat auf das türkische Konsulat“ gesprochen.
Der Zeitpunkt des Attentats war offenbar gewählt worden, um die seit dem 29. August 1955 tagende und noch nicht abgeschlossene Londoner Dreiparteien-Konferenz zu torpedieren, die über den Zypernkonflikt diskutierte. Die von der britischen Regierung eingeladene Dreierkonferenz sollte ein friedliches Miteinander von Griechen, Türken und Engländern, die eigene Interessen verfolgten, im Mittelmeerraum erzielen. Jedoch versuchte die britische Regierung während der Konferenz, Griechen und Türken gegeneinander auszuspielen, ohne die Lage durch eine militärische Auseinandersetzung zwischen den beiden Staaten zu eskalieren. Der Pogrom unterbrach die Konferenz.
Der türkische Nobelpreisträger Orhan Pamuk berichtete in seinem Buch Istanbul: Erinnerungen an eine Stadt, der türkische Geheimdienst habe hinter der Aktion gestanden, während der Ökumenische Rat der Kirchen in Österreich „türkische Provokateure“ vermutete und berichtete, dass im Garten des Atatürk-Hauses zwar eine Ladung Dynamit explodiert sei, jedoch nur Sachschaden angerichtet worden sei.

### In Istanbul
Der zu dieser Zeit gegründete nationalistische Verein Kibris Türktür Cemiyeti (dt. Zypern ist türkisch) verteilte und verkaufte in ganz Istanbul die Sonderausgabe der Istanbuler Express-Zeitung. Die Mitglieder versuchten mit Hilfe der Eilmeldung Propaganda für sich zu machen, Erregung zu schüren und das Volk hinter sich zu bringen.
Der Pogrom selber war offenbar von langer Hand geplant, denn die nationalistisch-religiös aufgewiegelten Schläger kamen am 6. September mit verschiedenen Verkehrsmitteln von weit her. Diese Tatsache wurde unter anderem deutlich, als Behörden nach den Gewaltexzessen am Bahnhof Haydarpasa Plünderer stellten, die mit ihrem Raubgut in ihre Heimatstädte İzmit und Adapazarı zurückfahren wollten. Zudem hatten sich die Anführer der Extremisten Wochen zuvor aktuelle Listen mit den Adressen von Häusern und Arbeitsplätzen von Christen besorgt.
Gegen 18 Uhr begann in Istanbul ein Zug von angeblich 250.000 Personen durch die Straßen zu ziehen und zu marodieren. Nicht nur von auswärts kommende Schläger übten Gewalt aus, sondern auch Istanbuler Bürger beteiligten sich als Helfer, Täter bzw. Mitläufer. Muslimische Bewohner Istanbuls sollen in jener Nacht ihre Häuser mit der Landesfahne beflaggt haben, um dem marodierenden Mob zu offenbaren, welches Haus zu schonen sei bzw. welches sie angreifen konnten. In einigen Fällen hatten Helfer des Pogroms Häuser mit der Aufschrift „Kein Türke“ versehen, um darauf hinzuweisen, dass diese zur Plünderung offenstanden.
Mord, Vergewaltigung und schwerste Misshandlung, unter anderem Zwangsbeschneidungen, gingen mit der Zerstörung einher. Weiterhin zählte man in Istanbul 32 schwerverletzte Griechen. Von den insgesamt 80 orthodoxen Kirchen in und um Istanbul wurden zwischen 60 und 72 „mehr oder weniger beschädigt“ bzw. in Brand gesetzt. Zu den beschädigten Gotteshäusern gehörte auch St. Maria, die einst der Eroberer Konstantinopels, Mehmed II., seinem griechischen Architekten Christodulos geschenkt hatte. Neben den Kirchen wurden mehr als 30 christliche Schulen in Brand gesetzt. Weiterhin schändete der Mob christliche Friedhöfe, Gebeine der Geistlichkeit, verwüstete rund 3.500 Wohnhäuser, 110 Hotels, 27 Apotheken und 21 Fabriken und mehr als 4.000 bis 5.000 Läden und Geschäfte. In den Wirren des Pogroms wurden auch Geschäfte von Muslimen angegriffen. Bei den Ausschreitungen gegen die Minderheiten sah die Polizei untätig zu bzw. duldete sie wohlwollend. Der Ökumenische Patriarch Athinagoras I., Oberhaupt der orthodoxen Christenheit, harrte im Phanar aus, der zwar belagert, aber nicht gestürmt wurde.
Der schnelle Transport der Schläger innerhalb der Stadt wurde mit PKW, Taxis, LKW und Bussen, aber auch mit Dampfern und militärischen Transportmitteln gewährleistet.

### In Izmir
In Izmir fanden ähnliche Ereignisse statt wie in Istanbul. Der Stadtgouverneur Kemal Hadimil wurde später als Initiator der Ausschreitungen bezeichnet und soll von örtlichen Pogrombefürwortern auf den Schultern getragen worden sein. Die Aggressionen wurden schneller beendet als in Istanbul, dem Zentrum der Gewalt.

### In Ankara
Auch in der türkischen Hauptstadt kam es zu inszenierten „spontanen“ Gewaltausbrüchen gegen die griechischen Bewohner, doch wurden diese ebenfalls schneller unter Kontrolle gebracht als in Istanbul.

## Folgen

### Schäden
Der insgesamt verursachte Sachschaden wird unterschiedlich beziffert:
- türkische Regierungsstellen: 69,5 Millionen Türkische Lira (24,8 Millionen US-Dollar)[19]
- britische Diplomaten: 100 Millionen Pfund Sterling (rund 200 Millionen US-Dollar)
- Weltrat der Kirchen: 150 Millionen US-Dollar
- griechische Regierungsstellen: 500 Millionen US-Dollar.[10]

Als Entschädigung für die Ausschreitungen zahlte die damalige türkische Regierung bisher insgesamt 60 Millionen Türkische Lira (knapp 21,5 Millionen US-Dollar).

### Verantwortlichkeit
Die Regierung Menderes gab die Schuld am Pogrom der politischen Linken um Aziz Nesin, Kemal Tahir und den Sozialisten. Die nach dem Militärputsch von 1960 eingeleiteten Gerichtsverfahren gegen Menderes und Funktionäre seiner Regierung und Partei, insgesamt 592 Menschen, die Yassıada-Prozesse, stellten jedoch eine alleinige Verantwortlichkeit seiner DP-Regierung und seiner anhaltenden Provokationen fest. Nach dem damaligen türkischen Strafgesetzbuch war die Todesstrafe gegen Personen möglich, „die die Verfassung zu ändern, ersetzen oder außer Kraft zu setzen anstreben“. Menderes wurde unter anderem wegen der „Organisation antigriechischer Ausschreitungen im Jahre 1955“, der „Bedrohung des Lebens des früheren Präsidenten İsmet İnönü“, der „Organisation von Krawallen zur Zerstörung einer Zeitung“ und der Korruption angeklagt und zusammen mit dem Gouverneur von Izmir, Kemal Hadimil, Celâl Bayar, Fatin Rüştü Zorlu, Hasan Polatkan und zehn weiteren früheren Regierungsbeamten zum Tode verurteilt. Neben Menderes wurden die Minister Zorlu und Polatkan hingerichtet, die übrigen Todesurteile in lebenslange Haftstrafen umgewandelt. Celal Bayar wurde aus Altersgründen verschont.
Die Griechen versuchten die Verantwortlichkeit durch eine Internationalisierung zu klären, hatten damit in den Augen des griechischen Historikers Vryonis aber wenig Erfolg. Die Massenausschreitungen von Istanbul wurden bis heute nicht durch internationale Organisationen wie NATO oder UNO erforscht; der britische NATO-Vertreter Cheetham bezeichnete solches als „unerwünscht“. Der US-Diplomat Edwin Martin bezeichnete das Vorbringen der Vorwürfe vor die NATO als übertrieben. Die Regierungen von Frankreich, Belgien und Norwegen mahnten die Griechen, „die Vergangenheit ruhen zu lassen“. Der Rat der NATO veröffentlichte eine Botschaft, die türkische Regierung habe alles Erwartbare getan.

### Auswanderung

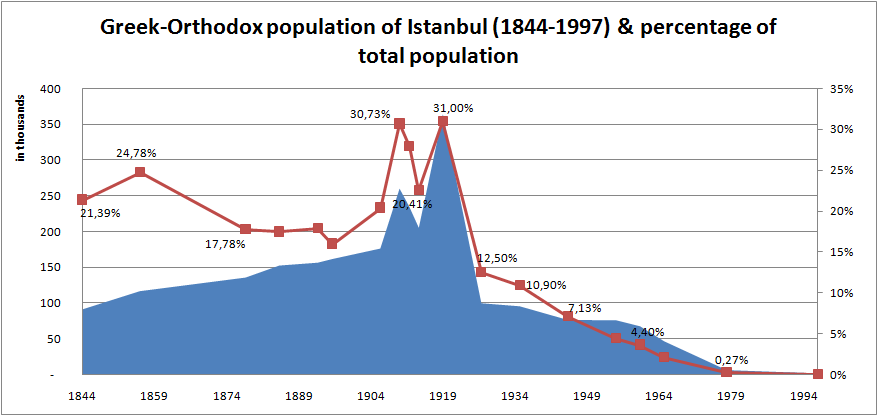
Anteil und absolute Zahl der Griechen in Istanbul, 1844 bis 1997

Fast alle türkischen Griechen und Juden sowie viele Armenier wanderten in der Folge aus der Türkei aus, da für viele von ihnen der Pogrom bedeutete, dass sie als gleichwertige türkische Staatsbürger niemals anerkannt würden, sondern auch in Zukunft Übergriffen ausgesetzt sein könnten. Während 1945 fast 125.000 orthodoxe Griechen als Minderheit in Istanbul gelebt hatten, sank ihre Zahl ab 1955 drastisch. 1999 lebten noch 2.500 Griechen in der Türkei. Davon wohnten 2006 noch 1.650 in Istanbul. Die griechisch-orthodoxe Kirche ging in ihrem internationalen Ansehen gestärkt aus dem Ereignis hervor.

## Beurteilungen
Im Westen beschäftigte sich noch 1955 die katholische Kirche öffentlich und detailliert mit dem Pogrom, während die internationale Politik fast durchgehend schwieg. 1956 begannen deutsche Akademiker, die „ungeheuerlichen Ausschreitungen“ im Kontext der aktuellen Politik zu behandeln, darunter der Historiker Hans von Rimscha (1899–1987) und der Politikwissenschaftler Erik Boettcher. In den 1950er Jahren wurde das Ereignis im Zusammenhang mit anderen Themen verschiedentlich aufgegriffen, so 1959 vom Soziologen Walter Sulzbach. Der Pogrom blieb in deutschsprachigen wissenschaftlichen Veröffentlichungen präsent, doch wurde keine breite Öffentlichkeit erreicht.
Im Jahr 2005 wurden mehrere wichtige Werke zum Thema veröffentlicht. Neben einer Monographie des griechischen Byzantinisten Speros Vryonis wurde das Fahri-Çoker-Archiv von Dilek Güven in Buchform öffentlich gemacht. Konteradmiral Fahri Çoker war Richter bei den Standgerichten in Beyoğlu gewesen, die im Anschluss an die Ereignisse die Vorfälle untersuchten. Der 2001 gestorbene Çoker hatte Fotos und Dokumente aus den Verfahren dem Tarih Vakfı („Stiftung für Geschichte“) mit der Bedingung vermacht, sie nach seinem Tod zu veröffentlichen. Die Publikation beinhaltet 246 Fotos und 175 Dokumente zu den Vorgängen.
Der spätere Literatur-Nobelpreisträger Orhan Pamuk, gegen den die Istanbuler Staatsanwaltschaft Anklage wegen „öffentlicher Herabsetzung des Türkentums“ erhoben hatte, berichtete in seinen Jugenderinnerungen über die blinde Zerstörungswut seiner Landsleute gegen alle Nichtmuslime. Für den 1995 verstorbenen Schriftsteller und Dramatiker Aziz Nesin waren die Täter von damals „Menschen, die Monster wurden“.
Der Pogrom wird bis heute in der Türkei als „die September-Ereignisse“ verharmlost. Der verantwortliche türkische Ministerpräsident Menderes genießt bis heute in der Türkei sehr hohes Ansehen. Seit den 1980er Jahren wurden Straßen nach ihm benannt und in Istanbul ein monumentales Mausoleum, das Adnan Menderes Anit Mezar, errichtet. 1987 benannte man den internationalen Flughafen von Izmir nach ihm und gründete 1992 die „Adnan-Menderes-Universität“. 2006/2007 wurde sein Leben für eine umfangreiche türkische Fernsehserie verfilmt.

## Filme
- Die türkische Netflix-Serie Der Club thematisiert in Staffel 1 (Episode 10) das Pogrom.[29][30]